# Basen Argentyński

Baseny oceaniczne Atlantyku

Basen Argentyński – część Oceanu Atlantyckiego, basen oceaniczny położony w jego południowo-zachodniej części, u wybrzeży Argentyny, ograniczony Grzbietem Południowoatlantyckim, Wyniesieniem Rio Grande i Grzbietem Południowoantylskim. Maksymalna głębokość 6681 m.